# Championnat d'Argentine de football 1943
Navigation
Saison précédente Saison suivante
La saison 1943 du Championnat d'Argentine de football est la 13e édition professionnelle de la première division argentine. Le championnat rassemble les 16 meilleures équipes du pays au sein d'une poule unique, où chaque club rencontre tous ses adversaires deux fois. À la fin de la saison, le dernier du classement est relégué et remplacé par le vainqueur de la Segunda División.
C'est le club de Boca Juniors qui termine en tête du championnat et remporte le 11e titre de champion d'Argentine de son histoire.

## Les 16 clubs participants
| \| Buenos Aires La Plata Rosario \| Villes représentées lors de la saison 1943 |
| Buenos Aires La Plata Rosario                                                  |

- Boca Juniors
- San Lorenzo de Almagro
- Estudiantes (La Plata)
- River Plate
- Racing Club
- Independiente
- Lanús
- Huracán
- Ferro Carril Oeste
- Banfield
- Gimnasia y Esgrima (La Plata)
- Platense
- Atlanta
- Chacarita Juniors
- Newell's Old Boys (Rosario)
- Rosario Central - Promu de Segunda Division

## Compétition

### Classement
Le classement est établi en utilisant le barème suivant :
- Victoire : 2 points
- Match nul : 1 point
- Défaite, forfait ou abandon : 0 point

| Rang | Équipe                        | Pts | J  | G  | N  | P  | Bp | Bc | Diff |
| ---- | ----------------------------- | --- | -- | -- | -- | -- | -- | -- | ---- |
| 1    | Boca Juniors                  | 45  | 30 | 18 | 9  | 3  | 79 | 42 | +37  |
| 2    | River Plate T                 | 44  | 30 | 19 | 6  | 5  | 74 | 38 | +36  |
| 3    | San Lorenzo de Almagro        | 35  | 30 | 14 | 7  | 9  | 72 | 53 | +19  |
| 4    | Huracán                       | 31  | 30 | 13 | 5  | 12 | 52 | 51 | +1   |
| 5    | Estudiantes (La Plata)        | 31  | 30 | 12 | 7  | 11 | 53 | 53 | 0    |
| 6    | Independiente                 | 30  | 30 | 12 | 6  | 12 | 61 | 50 | +11  |
| 7    | Platense                      | 30  | 30 | 12 | 6  | 12 | 52 | 52 | 0    |
| 8    | Racing Club                   | 30  | 30 | 11 | 8  | 11 | 54 | 58 | -4   |
| 9    | Rosario Central P             | 29  | 30 | 11 | 7  | 12 | 53 | 54 | -1   |
| 10   | Lanús                         | 28  | 30 | 10 | 8  | 12 | 59 | 58 | +1   |
| 11   | Atlanta                       | 27  | 30 | 10 | 7  | 13 | 57 | 70 | -13  |
| 12   | Newell's Old Boys (Rosario)   | 26  | 30 | 8  | 10 | 12 | 44 | 54 | -10  |
| 13   | Chacarita Juniors             | 26  | 30 | 8  | 10 | 12 | 42 | 59 | -17  |
| 14   | Banfield                      | 25  | 30 | 9  | 7  | 14 | 50 | 68 | -18  |
| 15   | Ferro Carril Oeste            | 23  | 30 | 8  | 7  | 15 | 41 | 60 | -19  |
| 16   | Gimnasia y Esgrima (La Plata) | 20  | 30 | 7  | 6  | 17 | 54 | 77 | -23  |

|  | Champion d'Argentine 1943                         |
|  | Relégation en Segunda División                    |
|  | T : Tenant du titre P : Promu de Segunda División |

## Bilan de la saison
| Tableau d'Honneur                   |              |
| Compétition                         | Vainqueur    |
| Championnat d'Argentine de football | Boca Juniors |

| Promotions et relégations   |                               |
| Promu en Primera Division   | Vélez Sarsfield               |
| Relégué en Segunda Division | Gimnasia y Esgrima (La Plata) |